# Henry Golding
Henry Ewan Golding (n. 5 februarie 1987, Sarawak, Malaysia) este un actor, model și prezentator de televiziune britanic, originar din Malaysia,  prezentator al emisiunii The Travel Show de pe BBC începând din anul 2014.